# Eleonóra belga hercegnő
Eleonóra belga hercegnő (Éléonore Fabiola Victoria Anne Marie; Anderlecht, 2008. április 16. –) Fülöp belga királynak és feleségének, Matild belga királynénak negyedik gyermeke, második lánya, a belga trón negyedik várományosa. Fivérei Emánuel és Gabriel, nővére pedig Erzsébet.

## Élete
Eleonóra II. Albert belga király tizenharmadik unokája, ha beleszámoljuk a király két házasságon kívül született lányának, Delphine Boelnek a gyermekeit is. A hercegnő 6:50-kor Anderlechtben az Erasmus Kórházban született. Születési súlya 3,2 kg, hossza 50 cm volt.
Őt is a belga Ardennekben fekvő Ciergnon-kastélyban Godfried Danneels bíboros, Mechelen-Brüsszel egyházmegye érseke keresztelte meg. Az eseményre 2008. június 14-én került sor. Keresztszülei Viktória svéd királyi hercegnő, Claire, Belgium hercege, és Sébastien von Westphalen zu Fürstenberg grófja.

## Nevek
- Eleonóra – apja kívánságára kapta ezt a nevet.[forrás?]
- Fabiola ‑ apja nagynénje, Fabiola belga királyné neve után kapta.
- Viktória ‑ keresztanyja, Viktória svéd királyi hercegnő neve után.
- Anna ‑ anyai nagyanyja, Anna D'Udekem d'Acoz grófnő neve után.
- Mária ‑ Szűz Máriára utal, ami hagyomány a katolikus uralkodóházaknál. Ez anyai nagyanyjának is a második neve.

## Fordítás
- Ez a szócikk részben vagy egészben  a   Princess Eléonore of Belgium című angol Wikipédia-szócikk ezen változatának fordításán alapul.  Az eredeti cikk szerkesztőit annak laptörténete sorolja fel. Ez a jelzés csupán a megfogalmazás eredetét és a szerzői jogokat jelzi, nem szolgál a cikkben szereplő információk forrásmegjelöléseként.